# Saskia Hummel

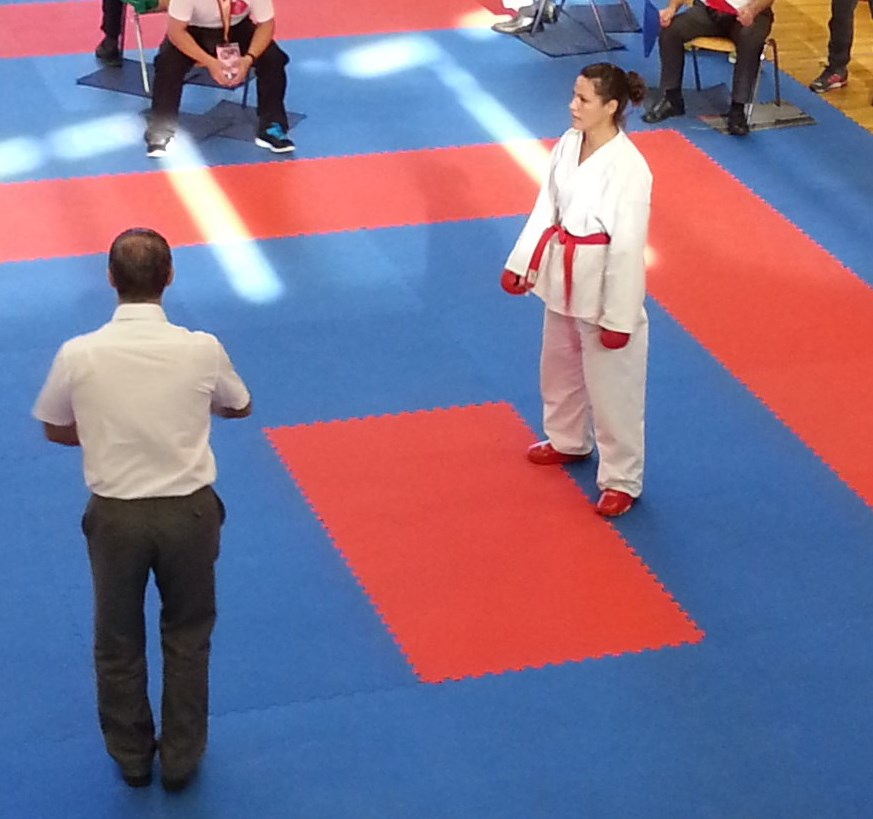
Saskia Hummel 2015

Saskia Hummel (geborene Borst, * 16. September 1972 in Lima, Peru) ist eine deutsche Karateka. 1993 wurde sie Weltmeisterin im WSKA Weltverband im Shōtōkan-Stil. Sie ist mehrfache Deutsche Meisterin und Trägerin des 2. Dan Shōtōkan.

## Sportliche Entwicklung
Hummel begann 1987 in Reutlingen mit dem Shotokan-Karate. Sie bestritt bereits 1988 ihre ersten erfolgreichen Wettkämpfe. Im Jahr 1990 wechselte sie zum SKD (Sport-Karate-Dojo) Rottenburg. Hier konnte sie mit anderen hochklassigen Karatekas trainieren. Jeder ihrer Trainingspartner war Teilnehmer einer deutschen oder internationalen Meisterschaft. Außerdem startete Rottenburg zu dieser Zeit in der Karate-Bundesliga. Sie wurde von Karate-Bundestrainer Toni Dietl von 1991 bis 1996 in den Nationalkader berufen. Ihre besonderen Stärken waren ihr unerschrockener Kampfgeist, ihre Kondition und der Gyakuzuki jodan. Er war so stark, dass Verletzungen bei Trainingspartnern und Gegnern nicht ausblieben. Im Jahr 2015 startete sie erneut bei den Deutschen Meisterschaften der Altersklasse Ü30 in Ludwigsburg. Hier wurde sie Deutsche Vize-Meisterin der Masterklasse.

## Nationale Erfolge

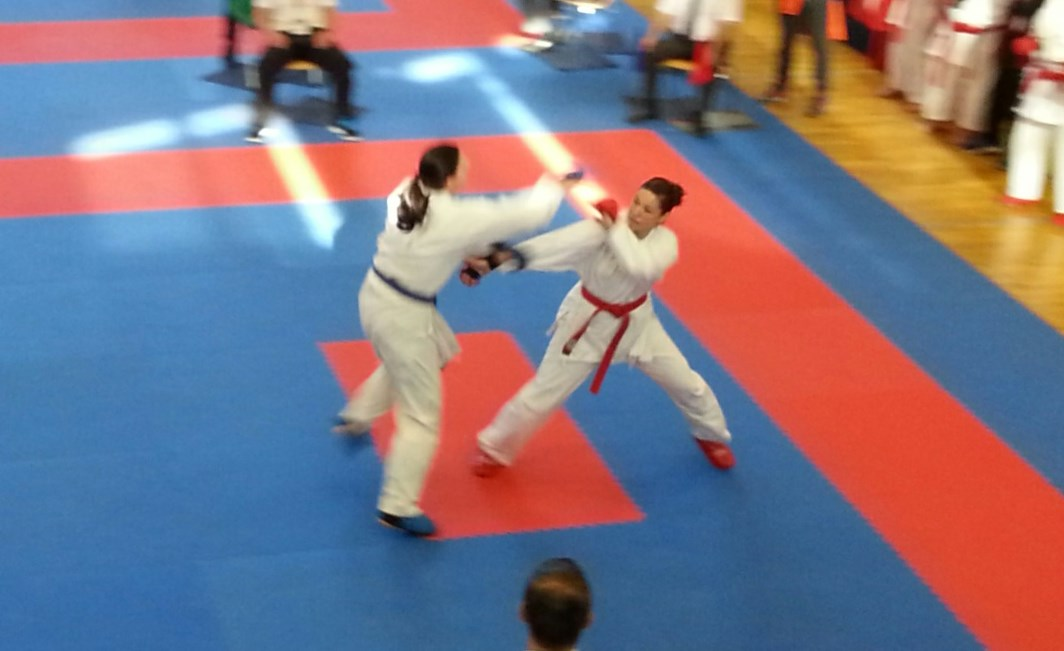
Saskia Hummel, rechts (roter Gürtel) bei der DM Ü30 2015

Saskia Hummel war mehrmals Deutsche Meisterin und Deutsche Vize-Meisterin.
- 1989 2. Platz DM Jugend Breisach (Kumite + 58 kg)
- 1990 1. Platz DM Junioren Ulzburg (Kumite + 60 kg)
- 1991 1. Platz DM Junioren Maintal (Kumite + 60 kg)
- 1993 1. Platz DM Junioren Alfeld (Kumite + 60 kg)[3]
- 1993 1. Platz DM Junioren Alfeld (Kumite Allkategorie)
- 1993 1. Platz DM  Koblenz (Kumite + 60 kg)
- 1994 2. Platz DM Völklingen (Kumite + 60 kg)
- 1995 2. Platz DM Hanau (Kumite Allkategorie)
- 1995 1. Platz DM Hanau (Kumite + 60 kg)
- 1996 2. Platz DM Rastede (Kumite Allkategorie)
- 1996 1. Platz DM Rastede (Kumite + 60 kg)[4]
- 2015 2. Platz DM Ludwigsburg Ü 30

Außerdem war sie noch mehrfache Deutsche Meisterin mit der Mannschaft des SKD Rottenburg.

## Internationale Erfolge
- 1991 1. Platz Internationale Deutsche Meisterschaften Berlin (Kumite + 60 kg)
- 1993 1. Platz WSKA Weltmeisterschaft Saarbrücken (Kumite Einzel)
- 1994 1. Platz Götzis-Cup, Österreich (Kumite + 60 kg)
- 1994 1. Platz Internationales Turnier Götzis, Österreich (Kumite + 60 kg)
- 1994 5. Platz EM Birmingham, England (Kumite Allkat)
- 1995 5. Platz EM Helsinki, Finnland (Kumite Allkategorie)